# Tuczępy (Święty Krzyż)
Tuczępy is een dorp in het Poolse woiwodschap Święty Krzyż, in het district Buski. De plaats maakt deel uit van de gemeente Tuczępy.